# Roger Hodgson
Roger Charles Pomfret Hodgson (født 21. marts 1950 i Portsmouth, England) er en britisk sanger og musiker, som var en af de stiftende medlemmer af den progressive rockgruppe Supertramp. Han er kendt for sin høje stemme og for at skrive sange om diverse temmelig spirituelle og filosofiske emner.
Han voksede op i Oxford, England som en del af en rig middelklassefamilie, og blev senere sendt til Stowe School i Buckinghamshire.
Efter Hodgson forlod Supertramp i 1983, har han udgivet tre soloalbum og et livealbum med Supertramp sange og eget materiale.
Som en ophavsret-aftale, meget som den Lennon-McCartney havde i The Beatles, nævnes næsten alle Supertramps sange som skrevet af Davies og Hodgson uanset hvilken af dem som egentlig skrev nummeret; men i 99% af tilfældene er det sangeren som har skrevet størstedelen af nummeret. Roger Hodgson har blandt andet skrevet store hits som The Logical Song, Dreamer, Give A Little Bit, Breakfast in America og It's Raining Again. Efter han forlod Supertramp, har han samarbejdet med andre kendte kunstnere, deriblandt Ringo Starr (som han turnerede sammen med som en del af All-Starr Band i 2001 hvor han spillede lead guitar), Trevor Rabin (som også medvirker på et nummer på Open the Door) og Jon Anderson fra Yes (hvor Hodgson var med til at skrive singlen Walls fra albummet Talk).
I 1987, kort før han udgav sit andet album Hai Hai, faldt han ned fra et loft i sit hjem og brækkede begge håndled, hvilket forhindrede ham i at kunne lave nogen form for reklame for cd'en. Han holdt efterfølgende en lang pause fra både turnéer og indspilninger. På dette tidspunkt begyndt han også at vende sig mod en mere spirituel vej. [kilde mangler]
I 1997 udgav Hodgson et livealbum med titlen Rites of Passage, hvor han optræder med et helt band sammen med blandt andre sin søn Andrew og Supertramps saxofonist John Helliwell. Han påbegyndte derefter sin første verdensomspændende soloturne i 1998.
Hodgson er medvirkede også på albummet Excalibur: la legende des celtes med to sange: The Elements og The Will of God.  Projektet, som blev bestyret af Alan Simon, blev udgivet i 1999.
Hodgson giver stadig koncerter hvor han ofte spiller alene, men af og til har han andre musikere eller endda et helt orkester til at akkompagnere sig. Han har deltaget i Night of the Proms koncerter i Belgien og Tyskland i slutningen af 2004 og har også spillet på rockfestivalen Bospop i 2005. Ifølge A&M Records arbejder Hodgson lige nu på et nyt album, som efter planen udkommer i løbet af 2014. Den seneste studieindspilning "Open The Door" daterer sig tilbage til 2000.    
29. juli 2006 holdt han sin første solokoncert i Danmark da han spillede på Langelandsfestivalen som et af festivalens hovednavne.
21. oktober 2007 holdt han sin anden solokoncert i Danmark, i Alsion, Sønderborg
23. oktober 2007 optrådte han solo på Værket i Randers

## Personligt
Roger giftede sig med Karuna  7. marts 1979, og fik to børn, datteren Heidi og sønnen Andrew.  Parret blev skilt i 2005.  Hodgson bor i øjeblikket i Nevada City Californien.

## Album
1. In the Eye of the Storm (1984)
2. Hai Hai (1987)
3. Rites of Passage (livealbum) (1997)
4. Open the Door (2000)